# Сакошу Маре (Тимиш)
Сакошу Маре (рум. Sacoșu Mare) насеље је у Румунији у округу Тимиш у општини Дарова. Oпштина се налази на надморској висини од 212 m.

## Прошлост
По "Румунској енциклопедији" место се помиње 1290. године, када је у њему више дана борави краљ Владислав IV. Године 1369. "Хогзекес" је насеље са 438 домова. Мађарски карактер је село имало 1690. године. Године 1757. постојала је православна црква брвнара, посвећена Успењу Пресвете Богородице, грађена 1695. године. У Сакошу који се назива "Велики" је 1760. године било чак 683 куће са 3283 становника. Између 1763. и 1785. године покушавана је колонизација Мађара. Село је као спахилук продавано 1835. године, по цени од 138.047 ф. Било је више купаца, међу којим и градоначелник Темишвара. 
Аустријски царски ревизор Ерлер је 1774. године констатовао да место припада округу и дистрикту Лугож. Становништво је било претежно влашко.

## Становништво
Према подацима из 2002. године у насељу је живело 1093 становника.

### Попис2002.
| Расподела становништва по националности 2002.‍ | Расподела становништва по националности 2002.‍ | Расподела становништва по националности 2002.‍ | Расподела становништва по националности 2002.‍ | Расподела становништва по националности 2002.‍ |
| --------------------------------------------- | --------------------------------------------- | --------------------------------------------- | --------------------------------------------- | --------------------------------------------- |
|                                               |                                               |                                               |                                               |                                               |
| Румуни                                        | Румуни                                        |                                               | 1.074                                         | 98,6%                                         |
| Мађари                                        | Мађари                                        |                                               | 15                                            | 1,4%                                          |